# ピアッツァ・グランデ (モデナ)

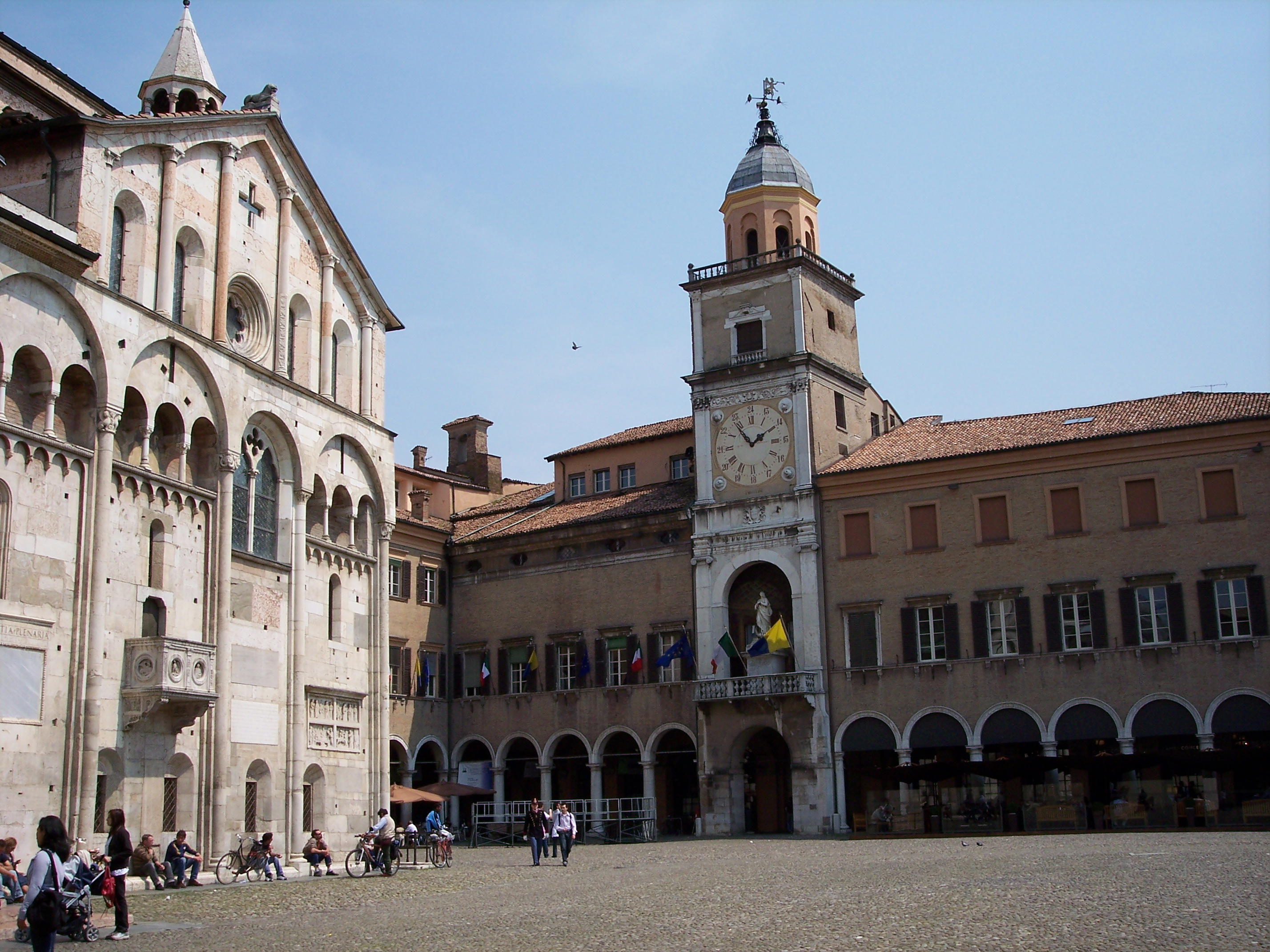
市庁舎（右）と大聖堂（左）

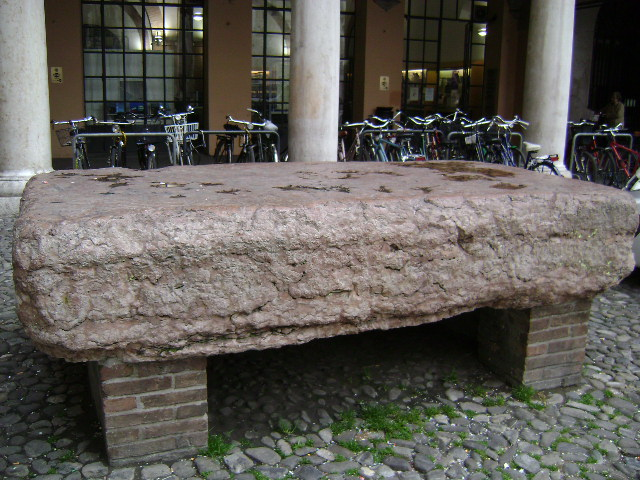
プレーダ・リンガドーラ

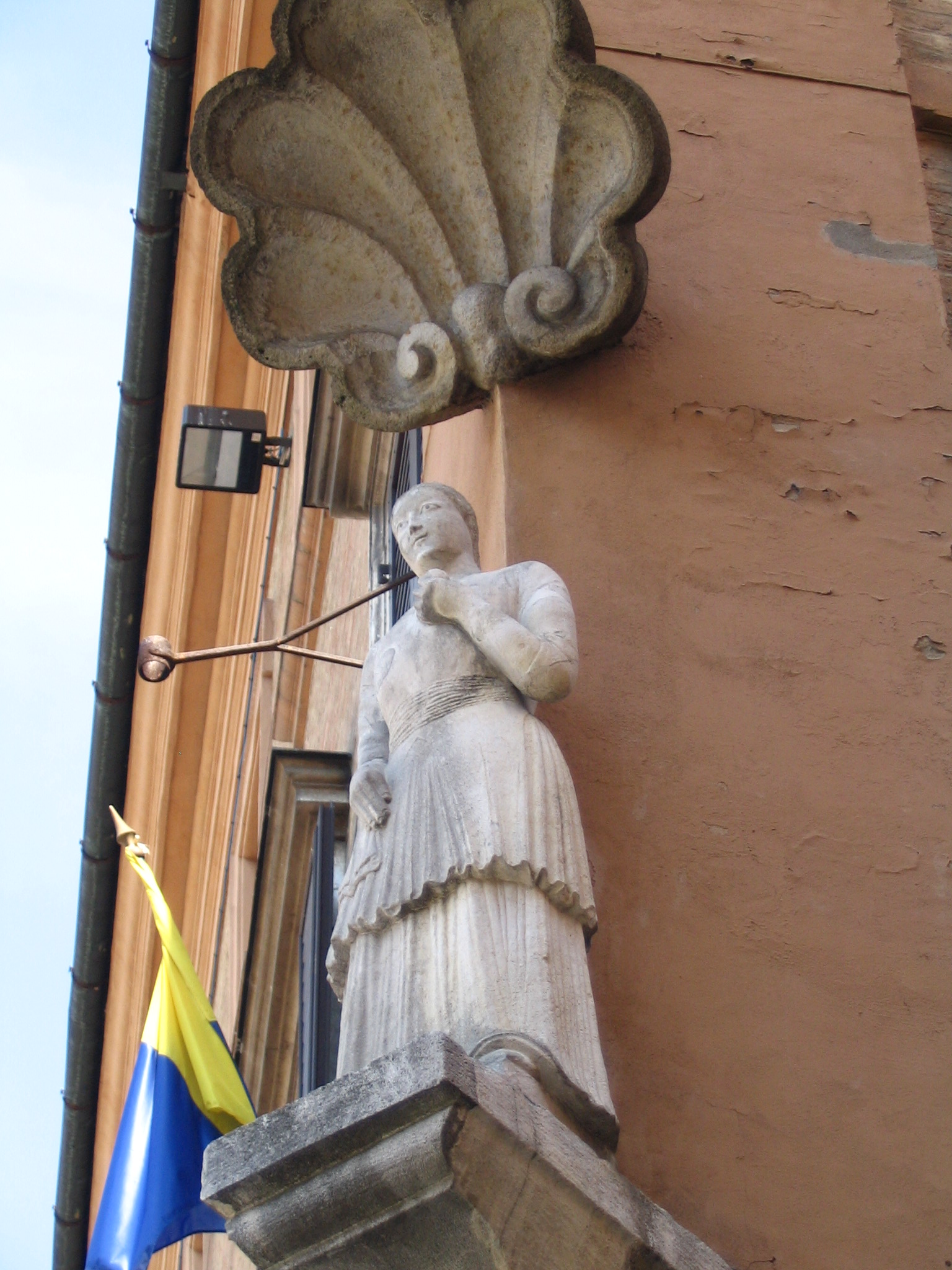
ボニッシマ

ピアッツァ・グランデ（Piazza Grande, 大広場）ないしグランデ広場は、イタリアのモデナの歴史地区にある広場である。12世紀にモデナ大聖堂前に建造された広場で、現代的視点で見れば必ずしも「大きい」とはいえないが、中世の広場はもっと小さいのが常であったため、この名が残っている。1997年にモデナ大聖堂や、それに隣接する鐘楼であるギルランディーナとともに、ユネスコの世界遺産リストに登録された。

## 概要
広場は市庁舎（Palazzo comunale）に取り囲まれている。1194年に建てられた元の庁舎には多くの塔が備わっていたが、1501年の地震で崩落した。現在の庁舎は
広場の西部には古文書館（l'Arcivescovado）の背面のファサードがあるが、かつては大司教館だった。
南面には銀行が入っている近代的な建物があるが、それは1960年代に建てられたもので、かつては1892年にルイジ・ジャコメッリ（Luigi Giacomelli）によって建造された裁判所があった。新しい方の建物を手がけた建築家ジオ・ポンティは、広場に面した他の古い建造物群と統一性を持たせようとした。
広場の北東、市庁舎の近くには、古代ローマ時代の建造物の一部だった全長3 m の長方形の大理石「プレーダ・リンガドーラ」（Preda Ringadora）がある。この石は中世には演説家たちの演壇や、有罪の宣告を行う場として使われていた。
市庁舎の壁龕には「ボニッシマ」（Bonissima）と呼ばれる12世紀に作られた小さな像がある。一説には、貧者への気前のよさで有名だったボナ（Bona）と呼ばれる貴婦人がモデルだったとされる。また、別の説では、大聖堂建立のきっかけをつくったマティルダ・ディ・カノッサ（Matilda di Canossa）ではないかとも言われている。由来はともかく、この像はモデナでは人気があり、自分に関わらない物事であろうと首を突っ込みたがる女性のことを「ボニッシマのようだ」と言ったりもする。ボニッシマの像は広場全体を見渡し、そこで繰り広げられている雑談を残らず聞くことができるからである。
広場は様々な祭りが行われる場所であり、謝肉祭の出発地点であり終点でもある。なお、イタリアの演奏家で作曲家のルーチョ・ダッラは、この場所をモデルにした『ピアッツァ・グランデ』という歌を演奏したことがある。

## 世界遺産
ピアッツァ・グランデと市庁舎は市有財産になっている。
モデナ大聖堂、およびそれに隣接する市民の塔とピアッツァ・グランデは、一体となって中世イタリアの自由都市の発展の様子を伝えるとともに、中世キリスト教都市における信仰と市民生活の結びつきを伝える優れた例証として、1997年の世界遺産委員会で、世界遺産リストに登録された。

### 登録基準
この世界遺産は世界遺産登録基準のうち、以下の条件を満たし、登録された（以下の基準は世界遺産センター公表の登録基準からの翻訳、引用である）。
- (1) 人類の創造的才能を表現する傑作。
- (2) ある期間を通じてまたはある文化圏において、建築、技術、記念碑的芸術、都市計画、景観デザインの発展に関し、人類の価値の重要な交流を示すもの。
- (3) 現存するまたは消滅した文化的伝統または文明の、唯一のまたは少なくとも稀な証拠。
- (4) 人類の歴史上重要な時代を例証する建築様式、建築物群、技術の集積または景観の優れた例。

### 登録名と日本語訳
この物件の公式な登録名は Cathedral, Torre Civica and Piazza Grande, Modena （英語）、Cathédrale, Torre Civica et Piazza Grande, Modène （仏語）である。
その日本語訳は、（特に市民の塔の扱いについて）文献によって揺れがある。
- モデナの大聖堂、トッレ・チヴィカ及びグランデ広場 （日本ユネスコ協会連盟）[4]
- モデナの大聖堂、市民の塔とグランデ広場 （『ビジュアルワイド世界遺産』ほか）[5]
- モデナの大聖堂、鐘楼、グランデ広場 （世界遺産アカデミーほか）[6]